# Enneapterygius erythrosomus
Enneapterygius erythrosomus är en fiskart som beskrevs av Shen och Wu, 1994. Enneapterygius erythrosomus ingår i släktet Enneapterygius och familjen Tripterygiidae. Inga underarter finns listade i Catalogue of Life.